# Continental Basketball Association 1993-1994
La stagione CBA 1993-94 fu la 48ª della Continental Basketball Association. Parteciparono 16 squadre divise in quattro gironi.
Rispetto alla stagione precedente i Capital Region Pontiacs si trasferirono a Hartford, rinominandosi Hartford Hellcats.

## Squadre partecipanti
- Columbus Horizon
- Fargo Fever
- Fort Wayne Fury
- Gr. Rapids Hoops
- Hartford Hellcats
- La Crosse Catbirds
- Okl. City Cavalry
- Omaha Racers
- Quad City Thunder
- Rapid City Thrillers
- Roch. Renegade
- Rockford Lightning
- S. Falls Skyforce
- Tri-City Chinook
- Wichita F. Texans
- Yakima Sun Kings

## Classifiche

### American Conference

#### Eastern Division
| Squadra            | V  | P  | QW    | PTS   |
| ------------------ | -- | -- | ----- | ----- |
| Grand Rapids Hoops | 37 | 19 | 119,0 | 230,0 |
| Fort Wayne Fury    | 19 | 37 | 104,5 | 161,5 |
| Hartford Hellcats  | 18 | 38 | 100,0 | 154,0 |
| Columbus Horizon   | 18 | 38 | 99,5  | 153,5 |

#### Mideast Division
| Squadra            | V  | P  | QW    | PTS   |
| ------------------ | -- | -- | ----- | ----- |
| La Crosse Catbirds | 35 | 21 | 118,0 | 223,0 |
| Rockford Lightning | 32 | 24 | 122,0 | 218,0 |
| Quad City Thunder  | 34 | 22 | 114,5 | 216,5 |
| Rochester Renegade | 31 | 25 | 112,0 | 205,0 |

### National Conference

#### Northern Division
| Squadra              | V  | P  | QW    | PTS   |
| -------------------- | -- | -- | ----- | ----- |
| Rapid City Thrillers | 37 | 19 | 125,0 | 236,5 |
| Omaha Racers         | 30 | 26 | 113,5 | 203,5 |
| Sioux Falls Skyforce | 24 | 32 |       |       |
| Fargo-Moorhead Fever | 25 | 31 | 104,0 | 179,0 |

#### Southern Division
| Squadra               | V  | P  | QW    | PTS   |
| --------------------- | -- | -- | ----- | ----- |
| Tri-City Chinook      | 34 | 22 | 116,5 | 218,5 |
| Wichita Falls Texans  | 26 | 30 | 118,0 | 196,0 |
| Yakima Sun Kings      | 24 | 32 | 112,0 | 184,0 |
| Oklahoma City Cavalry | 24 | 32 | 105,5 | 177,5 |

## Play-off

### Primo turno
|  | Grand Rapids Hoops | 107 – 88 | Quad City Thunder |  |

|  | Quad City Thunder | 86 – 83 | Grand Rapids Hoops |  |

|  | Quad City Thunder | 85 – 77 | Grand Rapids Hoops |  |

|  | Quad City Thunder | 97 – 83 | Grand Rapids Hoops |  |

|  | La Crosse Catbirds | 115 – 113 (d.1t.s.) | Rockford Lightning |  |

|  | La Crosse Catbirds | 104 – 103 | Rockford Lightning |  |

|  | La Crosse Catbirds | 109 – 106 | Rockford Lightning |  |

|  | Wichita Falls Texans | 115 – 112 (d.1t.s.) | Rapid City Thrillers |  |

|  | Rapid City Thrillers | 97 – 93 | Wichita Falls Texans |  |

|  | Rapid City Thrillers | 97 – 94 | Wichita Falls Texans |  |

|  | Wichita Falls Texans | 102 – 99 | Rapid City Thrillers |  |

|  | Rapid City Thrillers | 103 – 97 | Wichita Falls Texans |  |

|  | Tri-City Chinook | 140 – 133 (d.1t.s.) | Omaha Racers |  |

|  | Tri-City Chinook | 119 – 105 | Omaha Racers |  |

|  | Omaha Racers | 111 – 98 | Tri-City Chinook |  |

|  | Omaha Racers | 117 – 115 | Tri-City Chinook |  |

|  | Omaha Racers | 117 – 110 | Tri-City Chinook |  |

### Finali di conference
|  | Quad City Thunder | 119 – 100 | La Crosse Catbirds |  |

|  | Quad City Thunder | 113 – 106 | La Crosse Catbirds |  |

|  | Quad City Thunder | 109 – 88 | La Crosse Catbirds |  |

|  | Rapid City Thrillers | 114 – 109 | Omaha Racers |  |

|  | Omaha Racers | 114 – 100 | Rapid City Thrillers |  |

|  | Rapid City Thrillers | 118 – 108 | Omaha Racers |  |

|  | Omaha Racers | 104 – 102 | Rapid City Thrillers |  |

|  | Omaha Racers | 105 – 103 | Rapid City Thrillers |  |

### Finale CBA
|  | Quad City Thunder | 127 – 120 (d.2t.s.) | Omaha Racers |  |

|  | Omaha Racers | 135 – 134 (d.3t.s.) | Quad City Thunder |  |

|  | Quad City Thunder | 103 – 89 | Omaha Racers |  |

|  | Quad City Thunder | 110 – 103 | Omaha Racers |  |

|  | Quad City Thunder | 132 – 127 (d.1t.s.) | Omaha Racers |  |

### Tabellone
|  | Primo turno | Primo turno   | Primo turno |            |           | Finali di conference | Finali di conference | Finali di conference |  |  | Finale CBA | Finale CBA | Finale CBA |  |
|  |             |               |             |            |           |                      |                      |                      |  |  |            |            |            |  |
|  | 1a          | Grand Rapids  | 1           |            |           |                      |                      |                      |  |  |            |            |            |  |
|  | 1a          | Grand Rapids  | 1           |            |           |                      |                      |                      |  |  |            |            |            |  |
|  | 4a          | Quad City     | 3           |            |           |                      |                      |                      |  |  |            |            |            |  |
|  | 4a          | Quad City     | 3           |            | 4a        | Quad City            | 3                    |                      |  |  |            |            |            |  |
|  |             |               |             |            | 4a        | Quad City            | 3                    |                      |  |  |            |            |            |  |
|  |             |               | 2a          | La Crosse  | 0         |                      |                      |                      |  |  |            |            |            |  |
|  | 3a          | Rockford      | 2a          | La Crosse  | 0         | 0                    |                      |                      |  |  |            |            |            |  |
|  | 3a          | Rockford      |             |            |           |                      |                      |                      |  |  |            |            |            |  |
|  | 2a          | La Crosse     | 3           |            |           |                      |                      |                      |  |  |            |            |            |  |
|  | 2a          | La Crosse     | 3           |            | Quad City | Quad City            | 4                    |                      |  |  |            |            |            |  |
|  |             |               |             |            |           |                      |                      |                      |  |  |            |            |            |  |
|  |             |               | Omaha       | Omaha      | 1         |                      |                      |                      |  |  |            |            |            |  |
|  | 2n          | Tri-City      | Omaha       | Omaha      | 1         | 2                    |                      |                      |  |  |            |            |            |  |
|  | 2n          | Tri-City      |             |            |           |                      |                      |                      |  |  |            |            |            |  |
|  | 3n          | Omaha         | 3           |            |           |                      |                      |                      |  |  |            |            |            |  |
|  | 3n          | Omaha         | 3           |            | 3n        | Omaha                | 3                    |                      |  |  |            |            |            |  |
|  |             |               |             |            | 3n        | Omaha                | 3                    |                      |  |  |            |            |            |  |
|  |             |               | 1n          | Rapid City | 2         |                      |                      |                      |  |  |            |            |            |  |
|  | 4n          | Wichita Falls | 1n          | Rapid City | 2         | 2                    |                      |                      |  |  |            |            |            |  |
|  | 4n          | Wichita Falls |             |            |           |                      |                      |                      |  |  |            |            |            |  |
|  | 1n          | Rapid City    | 3           |            |           |                      |                      |                      |  |  |            |            |            |  |

## Vincitore
| Campione CBA 1994             |
| ----------------------------- |
| Quad City Thunder (1º titolo) |

## Statistiche
| Categoria             | Giocatore        | Squadra                 | Stat |
| --------------------- | ---------------- | ----------------------- | ---- |
| Punti per gara        | Tony Harris      | La Crosse/Oklahoma City | 27,9 |
| Rimbazi per gara      | Jerome Lane      | La Crosse/Rapid City    | 13,0 |
| Assist per gara       | Cedric Hunter    | Sioux Falls Skyforce    | 9,4  |
| Palle rubate per gara | Michael Anderson | Tri-City Chinook        | 2,7  |
| Stoppate per gara     | Bo Outlaw        | Grand Rapids Hoops      | 3,8  |
| FG%                   | Bo Outlaw        | Grand Rapids Hoops      |      |

## Premi CBA
- CBA Most Valuable Player: Ron Grandison, Rochester Renegade
- CBA Coach of the Year: Calvin Duncan, Tri-City Chinook
- CBA Defensive Player of the Year: Steve Bardo, Wichita Falls Texans
- CBA Newcomer of the Year: Rodney Monroe, Rochester Renegade
- CBA Rookie of the Year: Alphonso Ford, Tri-City Chinook
- CBA Executive of the Year: Rich Coffey, Hartford Hellcats
- CBA Playoff MVP: Chris Childs, Quad City Thunder
- All-CBA First Team[1]
  - Ron Grandison, Omaha Racers
  - Michael Anderson, Tri-City Chinook
  - Alphonso Ford, Tri-City Chinook
  - Henry James, Wichita Falls Texans
  - Brian Oliver, Rockford Lightning
- All-CBA Second Team
  - James Blackwell, La Crosse Catbirds
  - Steve Bardo, Wichita Falls Texans
  - Jeff Martin, Grand Rapids Hoops
  - Bo Outlaw, Grand Rapids Hoops
  - Billy Thompson, Rapid City Thrillers
- CBA All-Defensive First Team
  - Steve Bardo, Wichita Falls Texans
  - James Blackwell, La Crosse Catbirds
  - Bobby Martin, Quad City Thunder
  - Bo Outlaw, Grand Rapids Hoops
  - Ron Grandison, Omaha Racers
- CBA All-Rookie First Team[2]
  - Alphonso Ford, Tri-City Chinook
  - Bill Edwards, Sioux Falls Skyforce
  - Bo Outlaw, Grand Rapids Hoops
  - Erik Martin, Yakima Sun Kings
  - Ray Thompson Fargo-Moorhead Fever
- CBA All-Rookie Second Team
  - Aaron Williams, Grand Rapids Hoops
  - Jared Miller, Columbus Horizon
  - Byron Wilson, Oklahoma City Cavalry
  - Thomas Hill, Fargo-Moorhead Fever / Fort Wayne Fury / La Crosse Catbirds
  - Sam Crawford, Hartford Hellcats / Wichita Falls Texans